# コードル
コードル (コドル、Coddle) はアイルランド料理で、食べ残した肉を使ったことから、特に定まったレシピはない。それでも食材は大まかに決まっており、厚めに切ったソーセージ類 (豚肉のソーセージ) やベーコンに小粒のじゃがいも、刻んだ玉ねぎ、塩と胡椒とハーブ (パセリまたはチャイブ) を使う。伝統的なレシピではオオムギを加える。
コードルはとりわけダブリンの郷土食として語られることが多い。小説家の中でもショーン・オケーシーとジョナサン・スウィフトの好物だったことが知られ、またジェイムズ・ジョイスの著作のように、ダブリンに関する記述にコードルの名前を見つけることがある。
この料理はベーコンとソーセージの切れ端を煮てとったスープストックで蒸し煮にする。深鍋にぴたりと合うふたが必要で、食材がスープストックに浸りきらなくても蒸すことで加熱をするためである。味は塩胡椒でととのえると、好みでパセリを加える。アイルランドのおふくろの味であり、また高価な食材も使わず手間を省けて調理時間も短い。一年のうち冬に喜ばれる。またカトリック信徒は金曜日に肉食を避けていることから、その前夜の木曜日の夕食に供されたといい、残りもののソーセージやベーコンの切れ端を使い切っていた。

## 名前の起源
コードルという名前の語源はフランス語の caudle （フランス語）にさかのぼり、「ゆっくり煮る、沸かす、煮込む」という意味である。それが動詞  coddle（英語）に変化して、食材を弱火でことこと煮込む (半熟卵など)（英語） という意味を引き継いで名詞形が発生した。